# Partido Socialista Siciliano
O Partido Socialista Siciliano (em italiano, Partito Socialista Siciliano, em siciliano Partitu Sucialista Sicilianu) ou PSS é um partido político siciliano refundado em 21 de maio 2013, por ocasião do 120º aniversário da revolta dos Fasci Siciliani, e deseja continuar a experiência do velho Partido Socialista Siciliano, que era a parte mais importante da revolta. É um partido que leva as ideias do socialismo democrático, enquanto do sicilianismo, sem querer ser isolazionanista e mantendo-se fiel ao internacionalismo ea o europeísmo, que visa a criação de uma Europa dos povos e onde o poder financeiro não domina. O partido pretende implementar o Estatuto de Autonomia Especial da Sicília em socialista chave e quer ser um ponto de referencia para toda a esquerda política siciliana. Os membros do partido vêm de seções sicilianas do Partido Socialista Italiano, do Partido Socialista Democrático Italiano e do Partido Socialista Italiano de Unidade Proletária.